# Маркелов, Виктор Васильевич
Ви́ктор Васи́льевич Марке́лов (родился 29 сентября 1951 года) — советский и российский военный деятель, заслуженный военный лётчик Российской Федерации (2000), полковник, Герой Российской Федерации (1996).

## Биография
Родился 29 сентября 1951 года в селе Кухаривка (Ейский район, Краснодарский край). 
После окончания средней школы в 1969 году призван в ряды Советской армии. 
В 1973 году окончил Ейское высшее военное авиационное училище летчиков.
После окончания училища служил в ВВС Группы Советских войск в ГДР, занимал разные должности: лётчика, старшего лётчика, командира звена. 
После был переведён в авиацию Ленинградского военного округа, был заместителем штурмовой авиаэскадрильи. 
Учился в Военно-воздушной Академию имени Ю.А.Гагарина, окончил её в 1985 году. После окончания академии — командир авиаэскадрильи (затем заместитель командира штурмового авиаполка) в нескольких военных округах.
Участник Афганской войны с 1988 года. Всего совершил примерно 100 боевых вылетов.
После окончания военного конфликта занял должность командира 461-го штурмового авиаполка в Краснодаре. По данным тех лет имел налёт более 3000 часов, получил квалификацию «Военный лётчик-снайпер»
Участник Первой чеченской войны с 1994 года, был командиром полка. За время боевых действий совершил около 112 боевых вылетов. Лично уничтожил  танк, 4 боевых машины пехоты, 16 других единиц вражеской боевой техники, 6 складов, 6 позиций зенитных установок, 1 мост.
Указом Президента Российской Федерации от 13 июня 1996 года за мужество и героизм, проявленные при выполнении специального задания, Маркелову присвоено звание Героя Российской Федерации.
Командовал авиаполком, участвовал в нескольких военных конфликтах, в 2003 году ушёл в запас в звании полковника.
Проживает в Краснодаре, работает в городской администрации. Также занимается общественной деятельностью, в 2023 году являлся председателем Краснодарской краевой организации Героев России и Советского Союза.
В 2024 году являлся доверенным лицом кандидата в президенты России Владимира Путина.

## Награды и почётные звания
- Герой Российской Федерации (13 июня 1996 года)
- Медаль «Золотая Звезда»
- 2 Ордена Мужества
- Орден Красного знамени (1989)[5]
- Орден «За военные заслуги»
- Орден Красной Звезды
- Орден «За службу Родине в Вооружённых Силах СССР» III степени
- другие награды
- Заслуженный военный лётчик Российской Федерации (12.08.2000)